# Puskás Aréna
Puskás Aréna là một sân vận động bóng đá ở quận 14 (Zugló) của Budapest, Hungary. Việc xây dựng sân vận động được bắt đầu vào năm 2017 và đã hoàn thành trước cuối năm 2019. Đây là sân vận động toàn chỗ ngồi và có sức chứa 67.215 chỗ ngồi. Liên đoàn bóng đá Hungary đáp ứng tất cả các tiêu chí về sân vận động của UEFA và FIFA, và được UEFA trao xếp hạng 4 sao. Sân vận động này được xây dựng trên nền cũ của Sân vận động Ferenc Puskás cũ mà việc phá dỡ đã được hoàn thành vào tháng 10 năm 2016. Cả hai sân vận động đều được đặt tên để vinh danh cựu đội trưởng đội tuyển quốc gia và cầu thủ bóng đá huyền thoại Ferenc Puskás.

## Lịch sử
Năm 2011, khi đưa ra ngân sách ban đầu, chi phí xây dựng sân vận động mới được đưa ra ở mức 35 tỷ Forint Hungary.
Vào ngày 26 tháng 6 năm 2014, László Vigh cho biết việc xây dựng sân vận động mới sẽ tiêu tốn 90 - 100 tỷ Forint Hungary.
Vào ngày 1 tháng 8 năm 2014, Nemzeti Sport Központ (Trung tâm thể thao quốc gia) đã trình bày tầm nhìn cuối cùng của sân vận động quốc gia mới của Hungary. Kiến trúc sư người Hungary György Skardelli, người thiết kế đấu trường trong nhà gần đó, Đấu trường thể thao László Papp Budapest cho thấy kế hoạch ban đầu của ông không bao gồm việc phá hủy sân vận động ban đầu.
Vào ngày 19 tháng 9 năm 2014, UEFA đã chọn Budapest để tổ chức ba trận đấu vòng bảng và một trận đấu vòng 16 đội tại Giải vô địch bóng đá châu Âu 2020.
Vào ngày 19 tháng 9 năm 2014, Sándor Csányi, chủ tịch Liên đoàn bóng đá Hungary, nói rằng việc Budapest có thể đăng cai Giải vô địch bóng đá châu Âu 2020 là một thành tựu lớn của ngoại giao thể thao Hungary.
Vào ngày 23 tháng 2 năm 2017, János Lázár, chủ tịch của Văn phòng Thủ tướng Hungary, cho biết chi phí của sân vận động sẽ tăng lên 190 tỷ Forint Hungary từ mức 100 tỷ ước tính trước đó. Ngân sách hiện tại là 190 tỷ Forint Hungary (610 triệu Euro) cao hơn 100% so với dự toán chi phí ban đầu và đắt hơn nhiều so với các sân vận động có quy mô tương tự ở châu Âu như Allianz Arena ở München hoặc Sân vận động Emirates của Arsenal.
Vào năm 2014, các thiết kế ban đầu của sân vận động Ferenc Puskás mới đã được bình chọn là sân vận động tốt nhất bởi sân vận động, đã khen ngợi thiết kế giàu trí tưởng tượng bao gồm một đường chạy trên cao nhìn ra sân và có tầm nhìn ra đường chân trời thành phố. Tuy nhiên, vào thời điểm đó xây dựng hai nỗ lực cắt giảm các yếu tố không cần thiết từ dự án đã thu hẹp thiết kế để tập trung vào bóng đá vì lạm phát ngân sách xây dựng lớn và mong muốn xây dựng một sân vận động thể thao mới ở Budapest của Thủ tướng Hungary Viktor Orbán cho Thế vận hội Mùa hè trong tương lai đấu thầu.
Vào ngày 29 tháng 6 năm 2018, Trung tâm Du khách của Sân vận động Ferenc Puskás đã được khai trương. Balázs Fürjes, bộ trưởng chịu trách nhiệm về Budapest và sự kết hợp của nó, cho biết tại lễ khai trương trung tâm rằng sân vận động mới sẽ không chỉ là một sân vận động. Sân sẽ là một sân vận động đa năng có thể tổ chức các buổi hòa nhạc và hội nghị. Ông cũng nói rằng tốt nhất là sân vận động sẽ tổ chức trận chung kết UEFA Champions League 2021.
Vào ngày 14 tháng 12 năm 2018, Hiệp hội Nhà báo Hungary (tiếng Hungary: Magyar Sportújságírók Szövetsége) và các thành viên của bộ phận truyền thông của Liên đoàn bóng đá Hungary đã đến thăm công trình.
Tất cả các ghế được lắp vào ngày 2 tháng 10 năm 2019.
Hệ thống thanh toán không tiền mặt đã được lắp đặt trong đấu trường mới. Trong đấu trường chỉ có thẻ cảm ứng hoặc NFC được chấp nhận.
Chỉ có 500 bãi đậu xe được tạo ra xung quanh sân vận động mới. Do đó, nên đến đấu trường bằng phương tiện giao thông công cộng.

### Khánh thành
Vào ngày 15 tháng 11 năm 2019, đấu trường đã được khánh thành bằng trận đấu giữa Hungary và Uruguay. Ý tưởng mời đội tuyển bóng đá quốc gia Uruguay đến từ Károly Jankovics, người lãnh đạo cộng đồng Hungary ở Montevideo.
Tất cả các vé đã được bán cho trận mở màn với Uruguay. Trong ba ngày đầu tiên, chỉ các thành viên của Câu lạc bộ những người ủng hộ Liên đoàn bóng đá Hungary có thể mua vé.
Mặc dù trận mở màn đã được lên kế hoạch là trận đấu cuối cùng của Zoltán Gera, anh đã không chơi ở trận mở màn vì tình trạng sức khỏe của anh. Anh nói rằng điều kiện của anh sẽ không thể thi đấu với Uruguay.

## Các trận đấu đáng chú ý

### Chung kết Cúp bóng đá Hungary
| 3 tháng 6 năm 2020 Chung kết Cúp bóng đá Hungary 2019-20 | Budapest Honvéd           | 2–1 | Mezőkövesdi SE |                                                |  |
| 20:00 CEST                                               | - Lovrić 33' - Kamber 56' |     | - Pekár 37'    | Lượng khán giả: 10.000 Trọng tài: Tamás Bognár |  |

| 3 tháng 5 năm 2020 Chung kết Cúp bóng đá Hungary 2020-21 | Fehérvár | 0–1 (s.h.p.) | Újpest          |                                               |  |
| 20:00 CEST                                               |          | Chi tiết     | - Kastrati 101' | Lượng khán giả: 10.000 Trọng tài: Bogár Gergő |  |

### Các trận đấu của UEFA

#### Siêu cúp châu Âu 2020
| 24 tháng 9 năm 2020 | Bayern München                 | 2–1 (s.h.p.) | Sevilla               |                                                        |  |
| 21:00 CEST          | - Goretzka 34' - Martínez 104' | Chi tiết     | - Ocampos 13' (ph.đ.) | Lượng khán giả: 15.180 Trọng tài: Anthony Taylor (Anh) |  |

#### Các trận đấuUEFA Champions League 2020-21
| 4 tháng 11 năm 2020 Bảng G | Ferencváros | 1–4      | Juventus                                         |                                                          |  |
| 21:00 CET (UTC+1)          | - Boli 90'  | Chi tiết | - Morata 7', 60' - Dybala 73' - Dvali 81' (l.n.) | Lượng khán giả: 18.531 Trọng tài: Orel Grinfeld (Israel) |  |

| 2 tháng 12 năm 2020 Bảng G | Ferencváros | 0–3      | Barcelona                                               |                                                         |  |
| 21:00 CET (UTC+1)          |             | Chi tiết | - Griezmann 14' - Braithwaite 20' - Dembélé 28' (ph.đ.) | Lượng khán giả: 0 Trọng tài: Aleksei Kulbakov (Belarus) |  |

| 16 tháng 2 năm 2021 Lượt đi vòng 16 đội | RB Leipzig | 0–2      | Liverpool              |                                                       |  |
| 21:00 CET (UTC+1)                       |            | Chi tiết | - Salah 53' - Mané 58' | Lượng khán giả: 0 Trọng tài: Slavko Vinčić (Slovenia) |  |

| 24 tháng 2 năm 2021 Lượt đi vòng 16 đội | Mönchengladbach | 0–2      | Manchester City                 |                                                             |  |
| 21:00 CET (UTC+1)                       |                 | Chi tiết | - Silva 29' - Gabriel Jesus 65' | Lượng khán giả: 0 Trọng tài: Artur Soares Dias (Bồ Đào Nha) |  |

| 10 tháng 3 năm 2021 Lượt về vòng 16 đội | Liverpool              | 2–0      | RB Leipzig |                                                    |  |
| 21:00 CET (UTC+1)                       | - Salah 70' - Mané 74' | Chi tiết |            | Lượng khán giả: 0 Trọng tài: Clément Turpin (Pháp) |  |

| 16 tháng 3 năm 2021 Lượt về vòng 16 đội | Manchester City                | 2–0      | Borussia Mönchengladbach |                                                   |  |
| 21:00 CET (UTC+1)                       | - De Bruyne 12' - Gündoğan 18' | Chi tiết |                          | Lượng khán giả: 0 Trọng tài: Sergei Karasev (Nga) |  |

#### Các trận đấuUEFA Europa League 2020-21
| 18 tháng 2 năm 2021 Lượt đi vòng 32 đội | Wolfsberg            | 1–4      | Tottenham Hotspur                                                |                                                         |  |
| 18:55 CEST                              | - Liendl 55' (ph.đ.) | Chi tiết | - Son Heung-min 13' - Bale 28' - Lucas 34' - Carlos Vinícius 88' | Lượng khán giả: 0 Trọng tài: Ali Palabıyık (Thổ Nhĩ Kỳ) |  |

| 18 tháng 3 năm 2021 Lượt về vòng 16 đội | Molde                                     | 2–1      | Granada       |                                                       |  |
| 18:55 CEST                              | - Vallejo 29' (l.n.) - Hestad 90' (ph.đ.) | Chi tiết | - Soldado 72' | Lượng khán giả: 0 Trọng tài: Srđan Jovanović (Serbia) |  |

#### Chung kết UEFA Europa League 2023
| 31 Tháng 5 năm 2023 | Sevilla | v | AS Roma |  |
| 21:00 CEST          |         |   |         |  |

### Các trận đấu tạiGiải vô địch bóng đá châu Âu 2020
| 15 tháng 6 năm 2021 Bảng F | Hungary | v | Bồ Đào Nha |  |
| 18:00 CEST (UTC+2)         |         |   |            |  |

| 19 tháng 6 năm 2021 Bảng F | Hungary | v | Pháp |  |
| 15:00 CEST (UTC+2)         |         |   |      |  |

| 23 tháng 6 năm 2021 Bảng F | Bồ Đào Nha | v | Pháp |  |
| 21:00 CEST (UTC+2)         |            |   |      |  |

| 27 tháng 6 năm 2021 Vòng 16 đội | Nhất Bảng C | v | Ba Bảng D/E/F |  |
| 18:00 CEST (UTC+2)              |             |   |               |  |

### Các trận đấu của đội tuyển bóng đá quốc gia Hungary
| 15 tháng 11 năm 2019 Giao hữu | Hungary      | 1–2      | Uruguay                      |                                                            |  |
| 19:00 CET                     | - Szalai 24' | Chi tiết | - Cavani 15' - Rodríguez 21' | Lượng khán giả: 65.114 Trọng tài: Damir Skomina (Slovenia) |  |

| 6 tháng 9 năm 2020 UEFA NL 2020-21 | Hungary                    | 2–3      | Nga                                           |                                                   |  |
| 18:00 CET                          | - Sallai 62' - Nikolić 70' | Chi tiết | - Miranchuk 15' - Ozdoyev 34' - Fernandes 46' | Lượng khán giả: 0 Trọng tài: Maurizio Mariani (Ý) |  |

| 12 tháng 11 năm 2020 VL PO Euro 2020 | Hungary                       | 2–1      | Iceland             |                                                     |  |
| 20:45 CET                            | - Négo 88' - Szoboszlai 90+2' | Chi tiết | - G. Sigurðsson 11' | Lượng khán giả: 0 Trọng tài: Björn Kuipers (Hà Lan) |  |

| 15 tháng 11 năm 2020 UEFA NL 2020-21 | Hungary      | 1–1      | Serbia         |                                                       |  |
| 20:45 CET                            | - Kalmár 39' | Chi tiết | - Radonjić 17' | Lượng khán giả: 0 Trọng tài: Glenn Nyberg (Thụy Điển) |  |

| 18 tháng 11 năm 2020 UEFA NL 2020-21 | Hungary                   | 2–0      | Thổ Nhĩ Kỳ |                                                       |  |
| 20:45 CET                            | - Sigér 57' - Varga 90+5' | Chi tiết |            | Lượng khán giả: 0 Trọng tài: Ivan Kružliak (Slovakia) |  |

| 25 tháng 3 năm 2021 VL WC 2022 | Hungary                                  | 3–3      | Ba Lan                                       |                                                |  |
| 20:45 CET                      | - Sallai 6' - Ád. Szalai 53' - Orbán 78' | Chi tiết | - Piątek 60' - Jóźwiak 61' - Lewandowski 83' | Lượng khán giả: 0 Trọng tài: Felix Brych (Đức) |  |

| 15 tháng 6 năm 2021 Euro 2020 | Hungary | 0–3      | Bồ Đào Nha                                   |                                                             |  |
| 18:00 CET                     |         | Chi tiết | - Guerreiro 84' - Ronaldo 87' (ph.đ.), 90+2' | Lượng khán giả: 55.662 Trọng tài: Cüneyt Çakır (Thổ Nhĩ Kỳ) |  |

| 19 tháng 6 năm 2021 Euro 2020 | Hungary       | 1–1      | Pháp            |                                                        |  |
| 15:00 CET                     | - Fiola 45+2' | Chi tiết | - Griezmann 66' | Lượng khán giả: 55.998 Trọng tài: Michael Oliver (Anh) |  |

| 2 tháng 9 năm 2021 VL WC 2022 | Hungary | 0–4      | Anh                                                |                                                             |  |
| 20:45 CET                     |         | Chi tiết | - Sterling 55' - Kane 63' - Maguire 69' - Rice 87' | Lượng khán giả: 58.260 Trọng tài: Cüneyt Çakır (Thổ Nhĩ Kỳ) |  |

| 8 tháng 9 năm 2021 VL WC 2022 | Hungary                             | 2–1      | Andorra     |                                                             |  |
| 20:45 CET                     | - Ád. Szalai 9' (ph.đ.) - Botka 18' | Chi tiết | Llovera 82' | Lượng khán giả: 46.240 Trọng tài: Rade Obrenovič (Slovenia) |  |

| 9 tháng 10 năm 2021 VL WC 2022 | Hungary | 0–1      | Albania   |                                                  |  |
| 20:45 CET                      |         | Chi tiết | Broja 80' | Trọng tài: Carlos del Cerro Grande (Tây Ban Nha) |  |

| 12 tháng 11 năm 2021 VL WC 2022 | Hungary | 4–0      | San Marino |                                                          |  |
| 20:45 CET                       |         | Chi tiết |            | Lượng khán giả: 12.800 Trọng tài: Filip Glova (Slovakia) |  |

Ghi chú:
- NL = Nations League
- VL = vòng loại
- PO = play-off
- WC = World Cup

## Thống kê
Tính đến 9 tháng 10 năm 2021
| Trận đấu  | ST | T | H | B | BT | BB |
| --------- | -- | - | - | - | -- | -- |
| Giải đấu  | 10 | 3 | 3 | 4 | 13 | 18 |
| Giao hữu  | 1  | 0 | 0 | 1 | 1  | 2  |
| Tổng cộng | 11 | 3 | 3 | 5 | 14 | 20 |

Vua phá lưới: 
 Ádám Szalai
(3 bàn)

## Hình ảnh

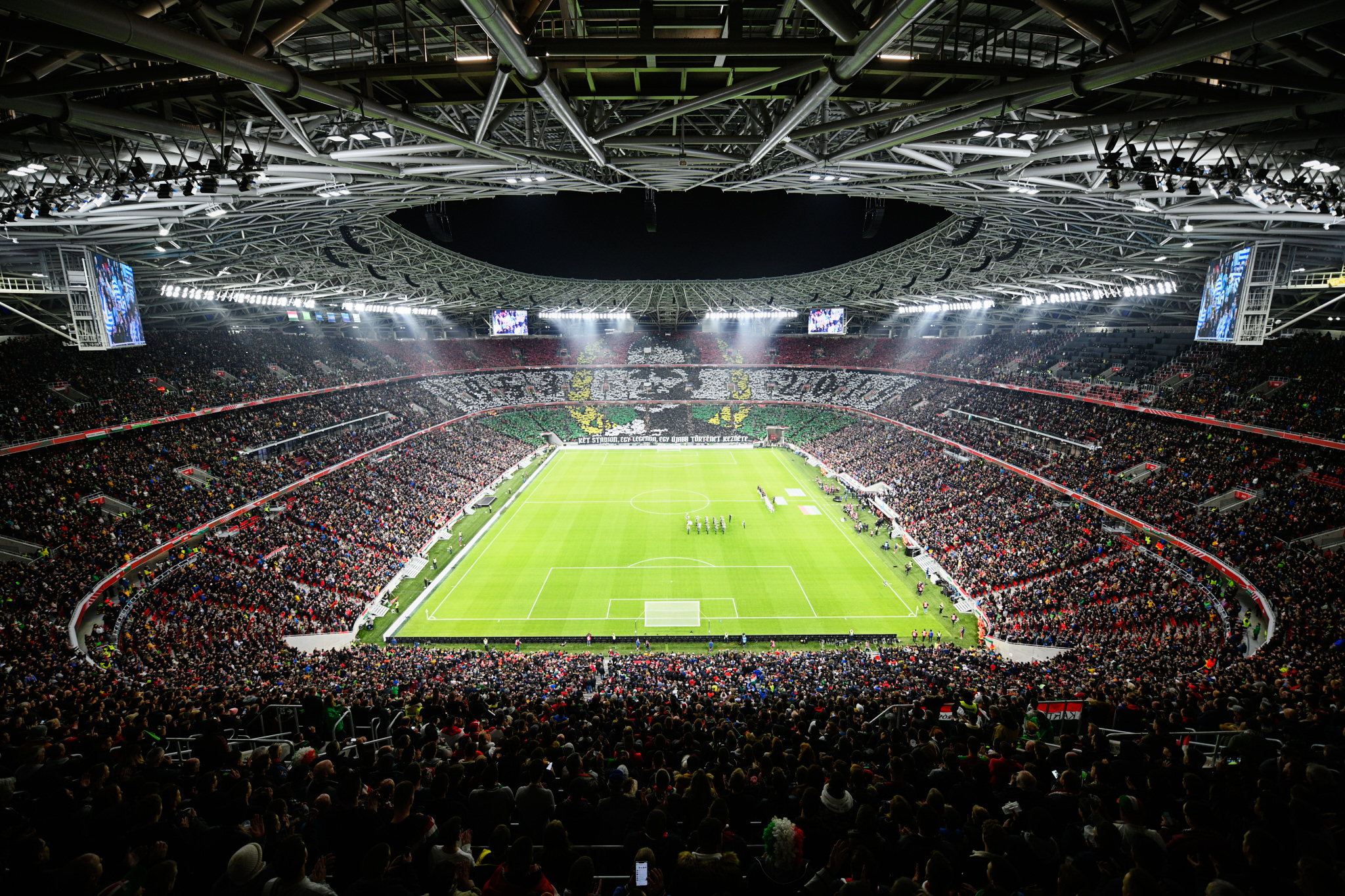
Hungary-Uruguay
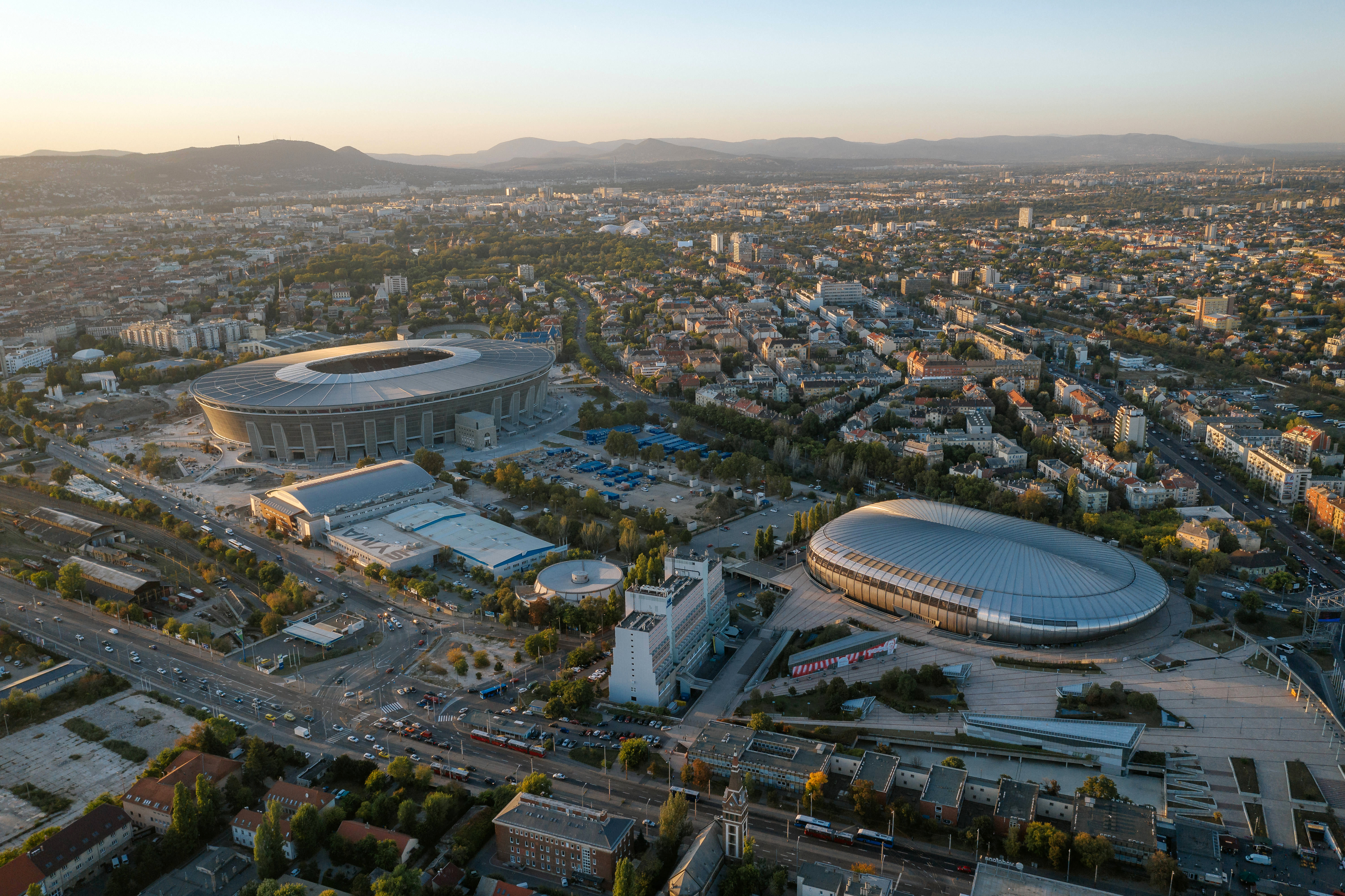
Nhìn từ trên không
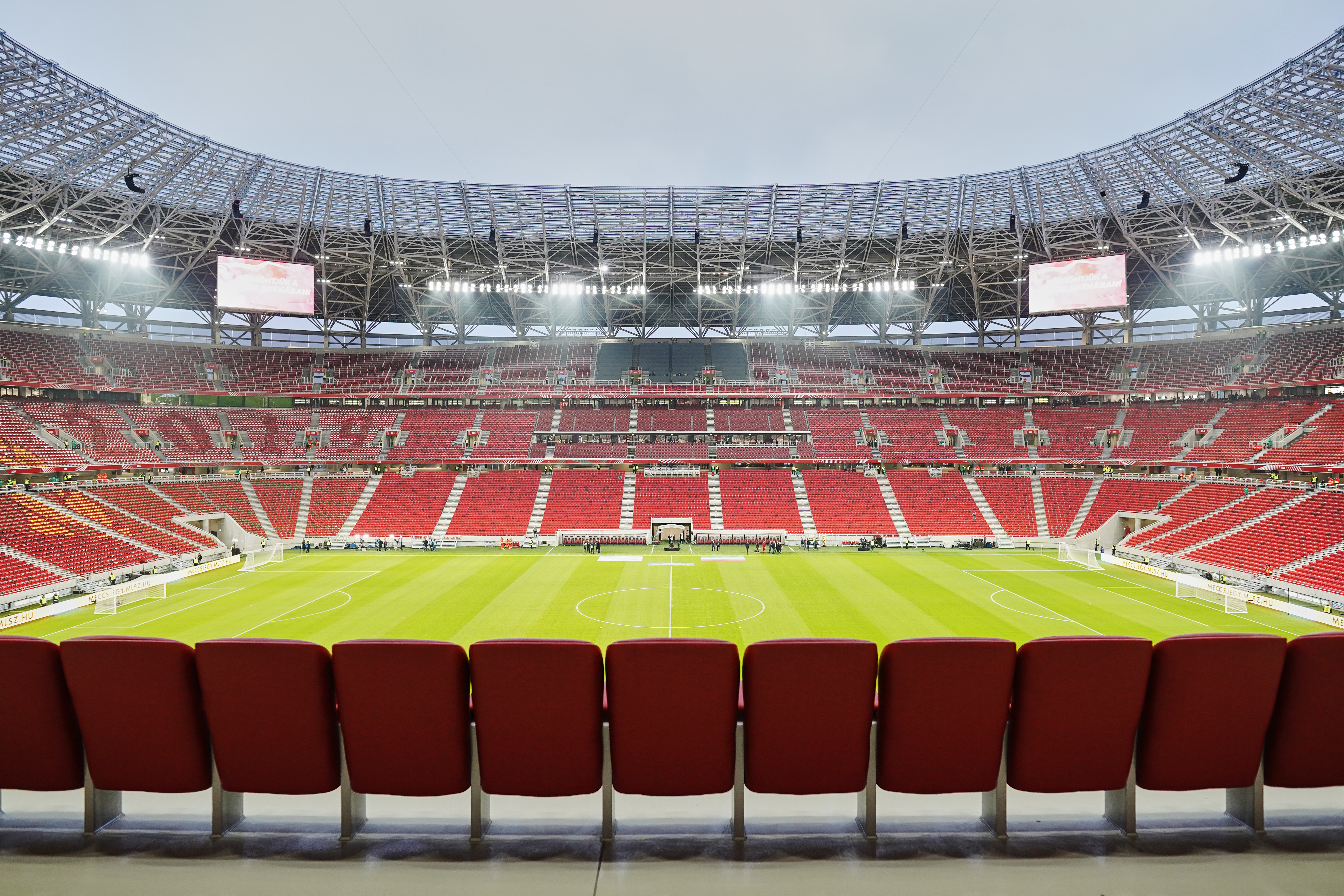
Bên trong
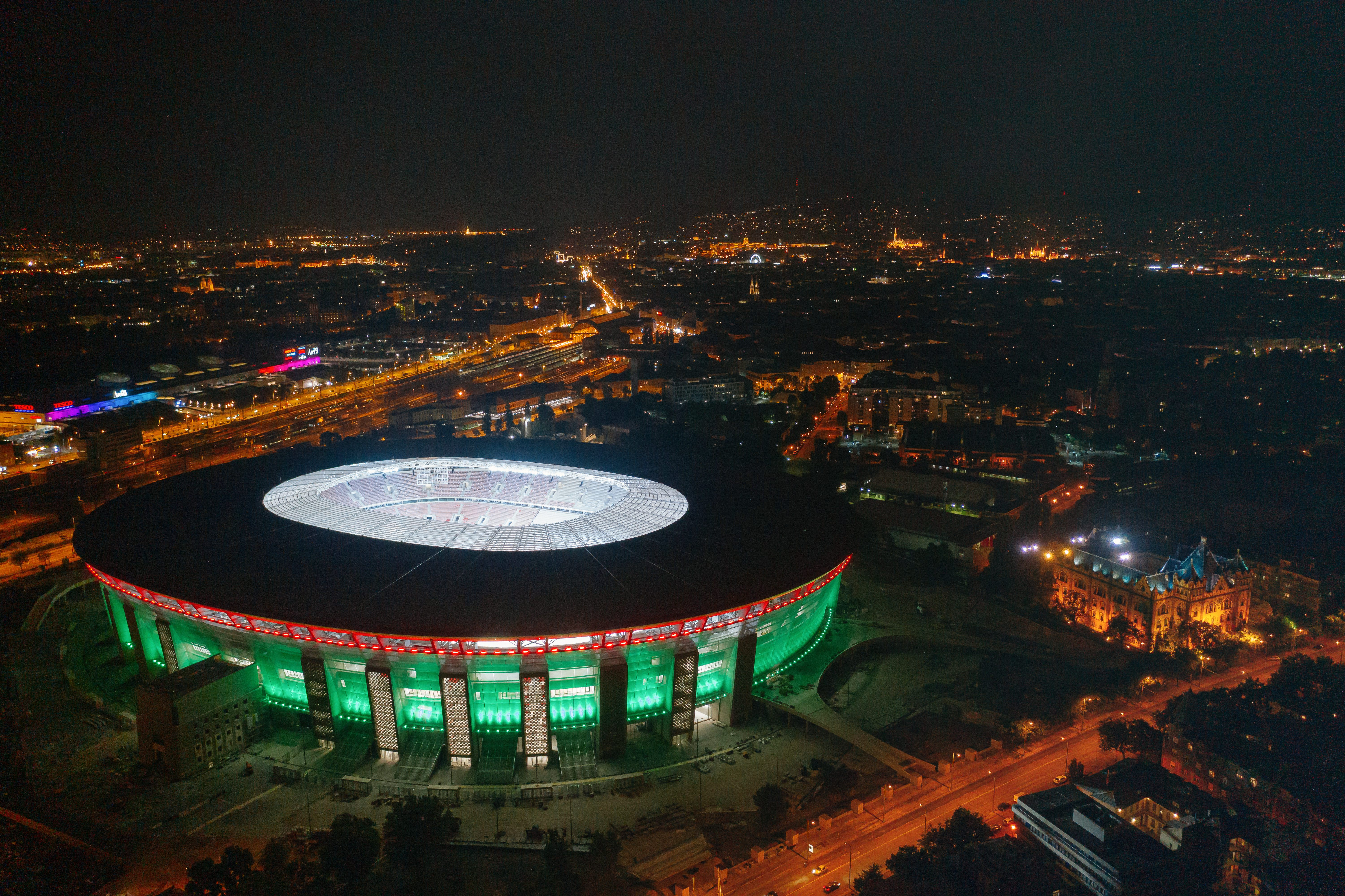
Bên ngoài từ trên không
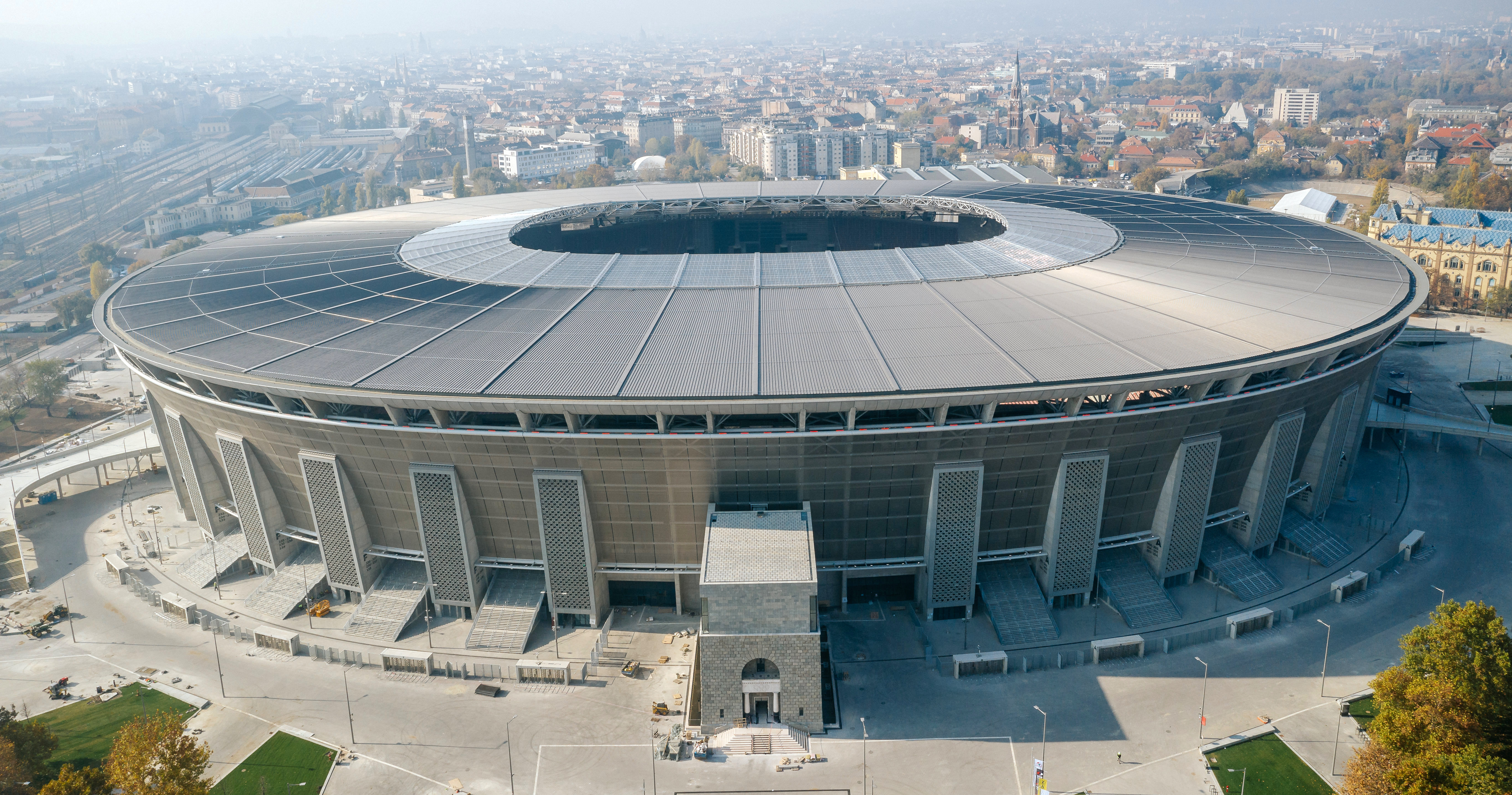
Bên ngoài
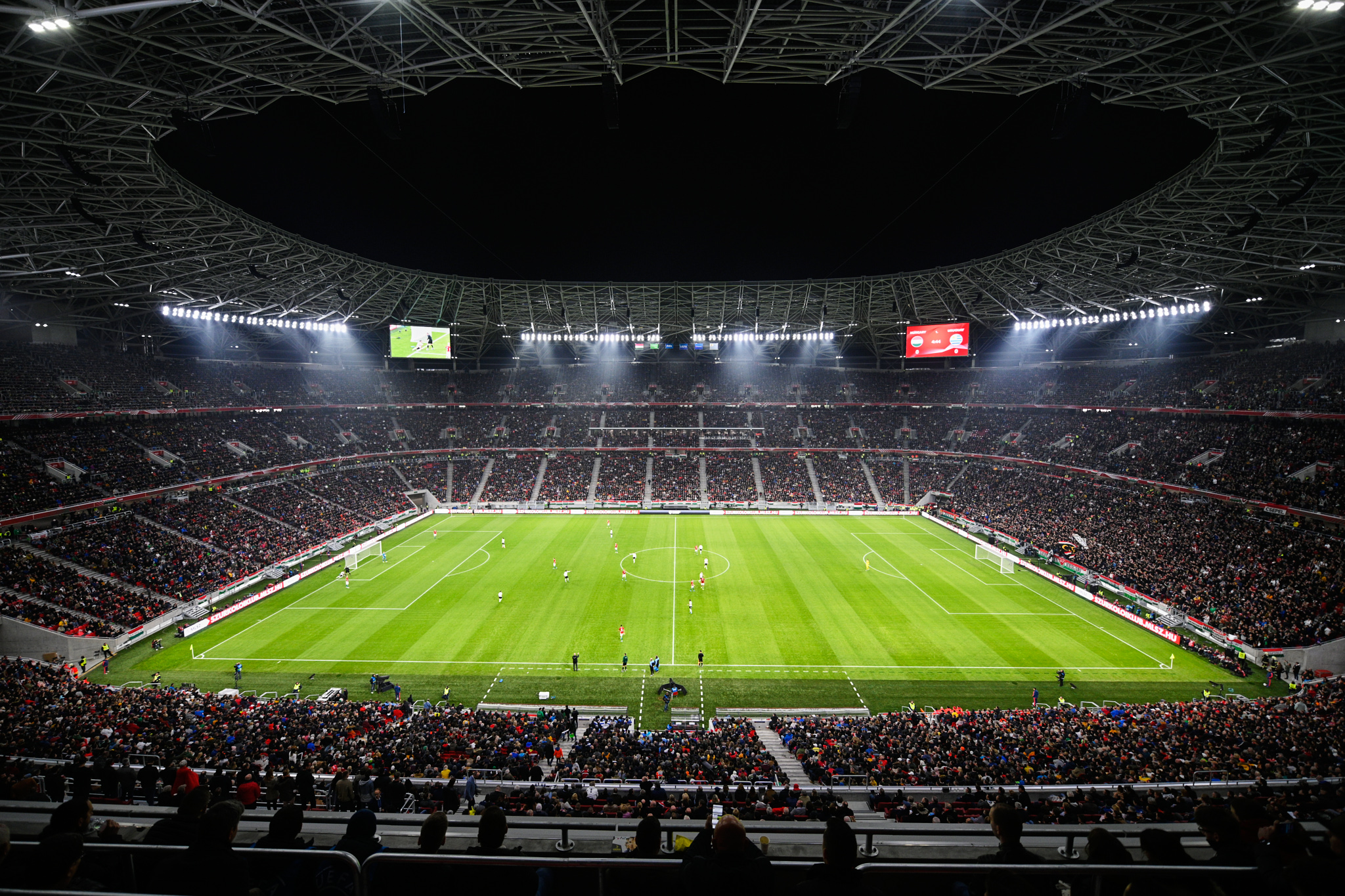
Hungary-Uruguay